# Via Lambertesca
Via Lambertesca è un'antica strada del centro storico di Firenze, che va dal piazzale degli Uffizi a via Por Santa Maria (canto de' Girolami). Lungo il tracciato si innestano via dei Georgofili (canto di Poggio Secco), il chiasso de' Baroncelli, il chiasso del Buco, il chiasso Cozza e l'arco della piazzetta di Santo Stefano.

## Storia

### Origini
Via Lambertesca venne tracciata nell'alto medioevo, quando si trovò entro le mura cittadine dopo il primo ampliamento rispetto alla cerchia romana, e anticamente si chiamava via de' Gherardini, dal nome della famiglia che vi aveva una torre e altri possedimenti. In seguito cambiò il nome in onore della famiglia dei Lamberteschi, potente famiglia ghibellina che si era stabilita nel sito dell'attuale palazzo Bartolommei. Fu chiamata anche via della Zecca (che qui ebbe sede prima della creazione degli Uffizi) e via dell'Albergo del Lione, dal nome di una locanda situata presso il palazzo dei Pulci.

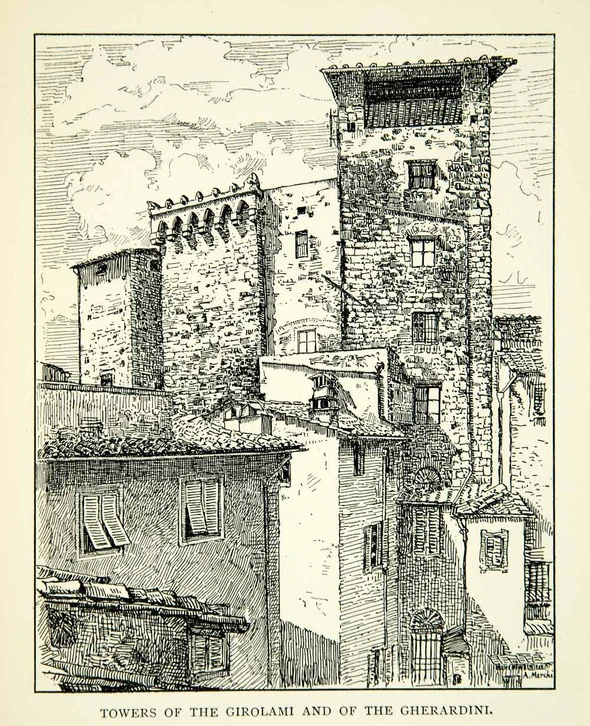
Torri dei Girolami e dei Gherardini prima della distruzione, in una stampa del 1905

Per quanto riguarda i nomi dei canti, se quello dei Girolami è evidentemente legato alla famiglia che all'angolo con via Por Santa Maria aveva case e torre su entrambi i lati, sulle quali si trovavano anche memorie che ricordavano i legami di questa famiglia con san Zanobi, più oscuro è il significato del Canto di Poggio Secco, in angolo con via dei Georgofili. Nell'assenza di rilievi noti in questo punto, per quanto piccoli e successivamente livellati, si è ipotizzato che si possa riferire alla vista, un tempo sgombra, che da questo punto si doveva avere sul colle delle "Rovinate" sull'altra sponda dell'Arno, "secco" perché privo di alberi essende stato più volte soggetto a smottamenti.

### Sede di magistrature
Nel Trecento il Comune concesse un gruppo di antiche fabbriche confiscate a diverse Arti perché vi fabbricassero la loro residenza: avevano infatti qui sede ben quattro arti (Vinattieri, Correggiai, Legnaioli e Vaiai e Pellicciai, mentre nel vicino chiasso dei Baroncelli ve ne erano altre tre (Fabbri, Maestri di Pietra e Calzolai), e nei dintorni di San Pier Scheraggio c'era anche la sede dell'Arte dei Fornai. Dopo le riforme del 1534, alcune arti vennero unite e scelsero comunque alcuni di questi edifici, trasformati e accorpati, come nuova sede.

### Riordino vasariano
La strada subì un primo stravolgimento nella parte finale nel 1560, quando Vasari realizzò gli Uffizi. Al termine del progetto venne costruito su via Lambertesca un cavalcavia e, sotto di esso, un portale, originale opera di Bernardo Buontalenti con timpano spezzato e "riflesso", con un busto di Francesco I di Giovanni Bandini.

### Danni e ricostruzioni nel XX secolo
Nell'agosto 1944 la strada, almeno nel tratto più vicino a via Por Santa Maria, venne fatta esplodere dai tedeschi in ritirata, distruggendo gran parte delle antiche architetture, con l'intento di sbarrare con le macerie l'accesso al Ponte Vecchio. Negli anni Cinquanta vennero ricostruite e almeno per questo tratto di strada si scelse di riusare il più possibile i materiali antichi e di evitare le architetture moderne. Sempre in queste ricostruzioni si aprì inoltre il passaggio, tramite una volta, tra via Lambertesca e la piazza di Santo Stefano al Ponte, che sarebbe dovuto continuare idealmente con un'altra volta tra il chiasso Cozza e la piazza de' Salterelli, costituendo un asse nord-sud alternativo, mai realizzato, tra piazza della Signoria e il ponte Vecchio.
La notte del 27 maggio 1993 la strada venne di nuovo drammaticamente danneggiata, questa volta nella parte più vicina agli Uffizi, durante l'attentato di via dei Georgofili, con un'autobomba posizionata proprio all'angolo con questa strada.

## Descrizione
Nonostante le trasformazioni, la strada mantiene ancora carattere antico, anche in ragione di un tracciato che si è detto irregolare e che si apre a chiassi e piazzette interne. La carreggiata è pavimentata a lastrico e servita da marciapiedi in pietra da ambo il lati. Il passaggio (la strada è compresa all'interno della zona pedonale) è sostenuto, sia perché il tracciato rappresenta una valida alternativa di collegamento tra la zona del Ponte Vecchio, il piazzale degli Uffizi e piazza della Signoria, sia per la presenza di numerosi negozi con attività commerciali storiche.

### Edifici
| Img | N°                      | Nome                                       | Descrizione |
| --- | ----------------------- | ------------------------------------------ | --- |
|     | s.n.                    | Volta degli Uffizi                         | Si tratta di una porzione del complesso degli Uffizi che scavalca la via con la campata che conclude il loggiato corto. Venne creata per collegare due fabbricati del complesso, probabilmente rifacendosi a un cavalcavia già esistente. La volta è composta da due livelli: uno poggiante sul loggiato e all'altezza della galleria, dove si apre una finestra dal disegno vasariano e che corrisponde, nel museo, alla sala 67, dove non sono esposte opere d'arte; un secondo livello al piano superiore, dove si trovano i depositi e gli uffici del museo, sporgente ulteriormente sulla strada su una volta unghiata di tre campate. Sotto questo spazio si trova un ornato tabernacolo, lato meridionale. Da questa stessa parte un portale tamponato, confinante con la torre dei Pulci, mostra su uno stipite quello che resta dell'antica numerazione preunitaria della città, con un "43" a rilievo che si vede sotto la verniciatura, e che faceva parte di un numero a quattro cifre che individuava univocamente l'edificio tra tutti gli immobili cittadini. |
|     | Piazzale degli Uffizi 2 | Porta delle Suppliche                      | Sul lato opposto a quello del loggiato si apre la Porta delle Suppliche, progettata da Bernardo Buontalenti attorno al 1580, che con il suo elegante timpano spezzato sembra prefigurare soluzioni che solo nel secolo successivo troveranno applicazione. Il portale è sormontato da un busto di Francesco I di Giovanni dell'Opera. Sull'ampia superficie intonacata del muro a destra si trova un tabernacolo entro una ricca edicola in stile barocco. |
|     | 2-2B                    | Residenza dell'Arte dei Vaiai e Pellicciai | Dell'antica residenza costruita nel Trecento resta forse memoria in alcuni elementi in pietra che sono stati portati in luce sul fronte intonacato dell'edificio, poi annesso al palazzo della Magona e quindi al complesso degli Uffizi, in particolare la mostra di un portale cuspidato in pietra. Attualmente gli ambienti ospitano l'Ufficio Catalogo e il Centro di Documentazione della Soprintendenza fiorentina: tra i vari spazi è da segnalare la sala di consultazione che dovrebbe essere identificabile nella trecentesca sala delle Udienze, dipinta con un grande stemma dell'Arte al centro della volta e con alcune rappresentazioni di santi protettori dipinte sulle pareti. |
|     | s.n.                    | Palazzo dei Pulci                          | Si tratta di un palazzo dai caratteri trecenteschi forse nato dalla fusione di due edifici, che fu della famiglia Pulci e che dal 1933 ospita l'Accademia dei Georgofili. L'edificio fu colpito duramente dall'attentato terroristico del 27 maggio 1993 che, oltre a causare la morte di cinque persone, portò alla totale distruzione della parte centrale della facciata su via de' Georgofili. Fu quindi oggetto di un accurato restauro fino al 1996, con la reintegrazione della facciata con materiale lapideo simile all'originale, tuttavia evidenziata sia da un vistoso giunto che profila l'area interessata, sia da una depressione della regione parietale rispetto alla porzione originale, per la volontà di "conservare i segni della ferita per non dimenticare". |
|     | 4                       | Magona Granducale                          | Originariamente erano qui alcune case e la loggia della famiglia Pulci, progressivamente incorporate in un unico edificio, inizialmente ad uso della prima Zecca, poi destinato a deposito dei prodotti della fonderia di Follonica (la cosiddetta Magona), principale luogo di lavorazione del ferro dello Stato toscano. Attualmente l'edificio (che ingloba anche le trecentesche residenze di alcune Arti fiorentine) si presenta con carattere sostanzialmente moderno, ed è occupato da alcuni uffici della Soprintendenza fiorentina. Lungo la strada si segnala il grande accesso carraio posto a guardare via dei Georgofili, incorniciato da bozze e listre di pietra serena. |
|     | 6                       | Residenza dell'Arte dei Legnaioli          | Tradizionalmente identificata nella porzione di fabbrica degli Uffizi posta d'angolo tra via Lambertesca e il chiasso de' Baroncelli, resta forse memoria dell'antica sede dell'Arte dei legnaioli in alcuni elementi in pietra che sono stati portati in luce sul fronte intonacato dell'edificio. Dai Libri di Statuti dell'Arte dei Legnaioli si può rilevare che la costruzione della loro residenza avvenne nella prima metà del XIV secolo. |
|     | 1                       | Ristorante Antico Fattore                  | Si tratta di una casa con facciate oltremodo semplici, su via Lambertesca di tre assi su cinque piani e, al terreno, due ampi accessi già carrai, affiancati sulla destra dalla piccola porta di accesso agli appartamenti dei piani superiori. L'edificio è stato danneggiato dall'esplosione della bomba del 1993 e quindi restaurato. Nei locali terreni l'edificio ospita lo storico ristorante Antico Fattore, aperto nel 1908 e sede del premio letterario omonimo, nato nel 1931 come conseguenza del fatto che la trattoria era diventata già nei tardi anni venti punto di ritrovo di scrittori, musicisti e artisti tra i quali Giorgio De Chirico, Giorgio Morandi, Carlo Carrà, Libero Andreotti. Dopo varie vicissitudini il premio è recentemente rinato con il nome di "Internazionale Ruffino Antico Fattore" a cura dell'Accademia dei Georgofili e con la promozione della famiglia Folonari. Nel corso del tempo il premio ha visto tra i vincitori personalità come Eugenio Montale, Salvatore Quasimodo e Toni Morrison.                                |
|     | 3                       | Casa Ciampelli                             | La casa presenta un fronte oltremodo semplice, privo di elementi architettonici di rilievo. La si segnala - per quanto vi siano alcuni elementi discordanti che non rendono certa l'identificazione - in ragione delle note che la dicono di fondazione trecentesca (ipotizzando l'esistenza di un paramento di pietra sotto l'intonaco, come è in effetti probabile) e di proprietà della famiglia Ciampelli fino alla metà del Cinquecento, poi dei Sali. Al piano terreno esiste ancora la porta del XV secolo, che ha nell'architrave uno stemma con il campo scalpellato. |
|     | 5                       | Casa Bellacci                              | Era questo un palazzetto appartenente alla famiglia Ciampelli, che nel Quattrocento passò ai Bellacci i quali lo possedevano ancora alla fine del Cinquecento. È segnalato nel repertorio di Bargellini e Guarnieri per il restauro che ha consentito di "ritrovare l'antica linea tra il Trecento e il Quattrocento", cioè (almeno così intendiamo guardando all'attuale facciata che si estende per sei assi su quattro piani) di portare a vista due ampie arcate trecentesche poste sulla destra del portone, e di ridisegnare i piani superiori guardando alla tradizione quattro cinquecentesca, senza tuttavia mascherare più di tanto la fattura moderna delle ghiere delle finestre e delle cornici marcadavanzale. Anche i molti ferri da facciata che segnano i vari piani (per quanto si dica che ne sussistono alcuni antichi) appaiono come frutto dell'intervento, che supponiamo databile agli anni sessanta del Novecento. |
|     | 20r                     | Residenza dell'Arte dei Correggiai         | Si tratta di un piccolo fabbricato ad uso di bottega, oggi da segnalare unicamente per la presenza, sul fronte, di un antico architrave ornato di scudi, a ricordare come qui fosse la residenza dell'Arte dei Correggiai. Sotto Cosimo I, con l'accorpamento delle Arti, il locale cambiò destinazione e fu occupato dalla Pratica di Pistoia. In ragione di queste vicende il primo e l'ultimo scudo sono originali e recano le insegne del popolo di Firenze e della parte Guelfa, quelli centrali, un tempo con gli stemmi di Firenze e dell'Arte, furono sostituiti nel Cinquecento con quelli di Pistoia e dei Medici. Sempre in relazione all'antica storia dell'edificio è da notare sul fronte il disegno dell'imposta di un grande arco, parzialmente tamponato e trasformato in accesso a un esercizio commerciale, così come le pietre conce che definiscono il canto, tuttavia in buona parte sostituite. |
|     | 9                       | Residenza dell'Arte dei Vinattieri         | La residenza dell'Arte dei Vinattieri era stata costruita verso il 1350 ed era dirimpetto al chiasso del Buco. Dopo la riforma delle Arti del 1534, che mirava ad accorparle per depotenziare il loro potere politico, l'edificio entrò nei possedimenti ducali, per essere destinato a Ufficio delle Vendite. Venne poi alienato ai Niccolini, attraverso i quali pervenne ai Bartommei, che la inclusero nel loro palazzo. Dell'Arte resta solo uno stemma in pietra serena davanti allo sbocco del chiasso, oggi abraso e illeggibile, ma che anticamente situato sul portale e decorato dall'arme della corporazione. |
|     | 9-11                    | palazzo Bartolommei-Buschetti              | L'edificio si era definito attorno alla metà del Seicento come palazzo, su committenza della famiglia Bartolommei e progetto tradizionalmente riferito a Ferdinando Tacca, a seguito della riunificazione di varie fabbriche, alcune di notevole storia, comprendenti case e torre dei Gherardini, un'altra torre dei Girolami e l'antica residenza dell'Arte dei Vinattieri. Il palazzo fu in buona parte distrutto, fino a circa il ricorso del primo piano, a seguito dell'esplosione nell'agosto del 1944 delle mine poste dai soldati tedeschi in ritirata. Ricostruito e restaurato nel Dopoguerra, conserva comunque un portale del XVII secolo e, dello stesso periodo, il bellissimo androne a colonne. Sulla facciata del palazzo è una lapide che ricorda il marchese Ferdinando Bartolommei che qui abitò e morì, distintosi come uno dei promotori della pacifica rivoluzione del 27 aprile 1859 e primo gonfaloniere della città liberata. |
|     | 28r                     | Torre dei Rigaletti                        | Era qui un'antica torre già della famiglia Rigaletti, poi pervenuta ai Girolami e quindi a certi Del Moro, tessitori di drappi, per entrare infine a far parte delle proprietà dei Gherardini. Scapitozzata alla fine del Duecento, fu più volte manomessa nei secoli successivi. Restaurata nel 1927, fu gravemente danneggiata dall'esplosione delle mine nell'agosto 1944, che tuttavia lasciarono in piedi la facciata e il lato occidentale della fabbrica per tutta la sua altezza. Nonostante il pericolo di crollo fu quindi deciso dalla Soprintendenza ai Monumenti di tentare il consolidamento di quanto conservato e la ricostruzione di quanto distrutto con l'impiego delle pietre recuperate dalle macerie, cercando nell'occasione di riportare il tutto alla sua originaria fisionomia e affidando all'architetto Nello Baroni la direzione del cantiere, chiuso entro il 1946. |
|     | 23r-25r-27r- 29r-31r    | Casamento del canto de' Girolami           | Si tratta di un edificio moderno, eretto negli anni cinquanta del Novecento a seguito delle distruzioni della guerra. Presenta sei piani e una pianta a L, in modo da determinare sia la cantonata tra via Lambertesca e via Por Santa Maria, sia uno degli angoli della retrostante piazza di Santo Stefano, dove è l'ingresso agli appartamenti e dove i quattro piani superiori sono arricchiti da ampi balconi. Erano qui prima della guerra le antiche torri dei Gherardini e dei Girolami (quest'ultima posta in angolo con via Por Santa Maria), nel corso del tempo aggregate al palazzo Bartolommei. |

### Lapidi
Sull'Antico Fattore si trovano una placca in ceramica e una lapide. La prima, sotto gli stemmi dell'Arte dei Vinattieri, del giglio fiorentino e un simbolo di Firenze Capitale riporta:
Nell'androne della Casa Bellacci si trova una memoria al commerciante Emilio Prosperi:
| Dal 1865 Dal 1865 con Firenze capitale d'Italia, la trattoria "Antico Fattore" è tradizione di cultura e buona cucina fiorentina |
| SEDE STORICA DEL PREMIO ANTICO FATTORE                                                                                           |

Nell'androne della Casa Bellacci si trova una memoria al commerciante Emilio Prosperi:
| IN QUESTA SUA CASA EMILIO PROSPERI PROBO, INTELLIGENTE, OPEROSO INIZIÒ E DIFFUSE IL COMMERCIO DI ESPORTAZIONE DEI VINI TOSCANI PROMOVENDO IL CREDITO DEL PRODOTTO REGIONALE LA VEDOVA I FIGLI ALFREDO ED ENRICO CONTINUATORI DELLA DITTA PATERNA DOPO UN ANNO DI LUTTO AMARISSIMO CON AFFETTO RICONOSCENTE IL 16 MARZO MCM POSERO |

All'esterno di palazzo Bartolommei-Buschetti si trova una lapide del 1909 a Ferdinando Bartolommei, rifatta dopo il 1944 quando quella originale era andata distrutta:
| FERDINANDO MARCHESE BARTOLOMMEI CONSACRATI ALLA LIBERTÀ DELLA PATRIA L'INTELLETTO GLI AVERI LA VITA SOFFERTI L'ESILIO E LA PRIGIONIA IN QVESTA CASA DEI SVOI MAGGIORI CON DECENNE COSTANZA ACCOLSE IN AVDACI CONVEGNI PROFVGHI D'OGNI PARTE D'ITALIA E AMICATESI IN CONCORDIA DI OPERE LE ENERGIE POPOLARI PREPARÒ LA RIVOLVZIONE DELL'APRILE 1859 IL MVNICIPIO DI FIRENZE NEL CINQVANTENARIO DELL'EVENTO FAVSTISSIMO AL PRIMO GONFALONIERE DELLA CITTÀ REDENTA Q. M. |

La targa della torre dei Girolami, che si trovava nel complesso di palazzo Bartolommei al n. 11 e che, ripresa in frantumi dalle macerie delle mine venne ricoposta, restaurata con integrazioni e depositata in palazzo Vecchio, recita in caratteri gotici:
| LA FAMIGLIA DE' GIROLAMI IN PERPE TUO DONA E DIPUTA LE RENDITE DI Q UESTA TORRE OGNI ANNO PER METÀ AL OFFERTA DI SANTO ZANOBI LORO CON SORTO, E PER METÀ ALLA CAPPELLA LO \| \| RO DI SANTO STEFANO, E MANCANDO LI DETTI GIR OLAMI LASC IANO ALLA COMPA \| GNIA DI SANTO ZANOBI, CHE DETTA OFER TA FACINO MOVENDOSI DI QUESTO L UOGO E CONSERVINO DETTA CAPELLA. |                                                                         |
| | RO DI SANTO STEFANO, E MANCANDO LI DETTI GIR OLAMI LASC IANO ALLA COMPA |

In italiano corrente si può traslitterare così: «La famiglia dei Girolami dona e destina in perpetuo le rendite annuali di questa torre per metà all'offerta a san Zanobi (in Duomo, il 26 gennaio), loro parente, e per metà alla cappella della loro famiglia in Santo Stefano al Ponte; all'estinzione della famiglia Girolami lasciano questo compito alla Compagnia di San Zanobi, affinché faccia detta offerta a partire da questo luogo e mantenga la suddetta cappella.»
Al n. 18 inoltre Francesco Bigazzi ricorda come sotto un ovale in cui era dipinta l'immagine di san Zanobi un'iscrizione latina ricordasse la casa natia del vescovo fiorentino:
ÆDES QVAS CERNIS RVDI OLIM LIGNEÆ FRONTIS OPERE

ELABORATAS, NOBILI INQVILINO D. ZENOBIO ILLVSTRATAS

MAXIMA CIVIVM FLORENTINORVM CONVENARVMQVE

CELEBRITATE ANNOS SVPRA MILLENOS EXCVLTAS;

MOX TEMPORVM SENIO FESSAS PIETAS INSTAVRAVIT

SACRA DIVI IMAGINE INSIGNITAS

ANNO DOMINI M.D.C.LXXII.
Traduzione: «Questa è la dimora che vedi, un tempo costruita con opere di legno e ora abbellita dall'immagine del divino Zanobi, resa illustre dalla grande celebrità dei cittadini di Firenze e dei suoi ospiti per più di un millennio; poi la devozione, rinnovandole, ha adornato queste sacre mura con l'immagine del santo. Anno del Signore 1672.»

### Tabernacoli

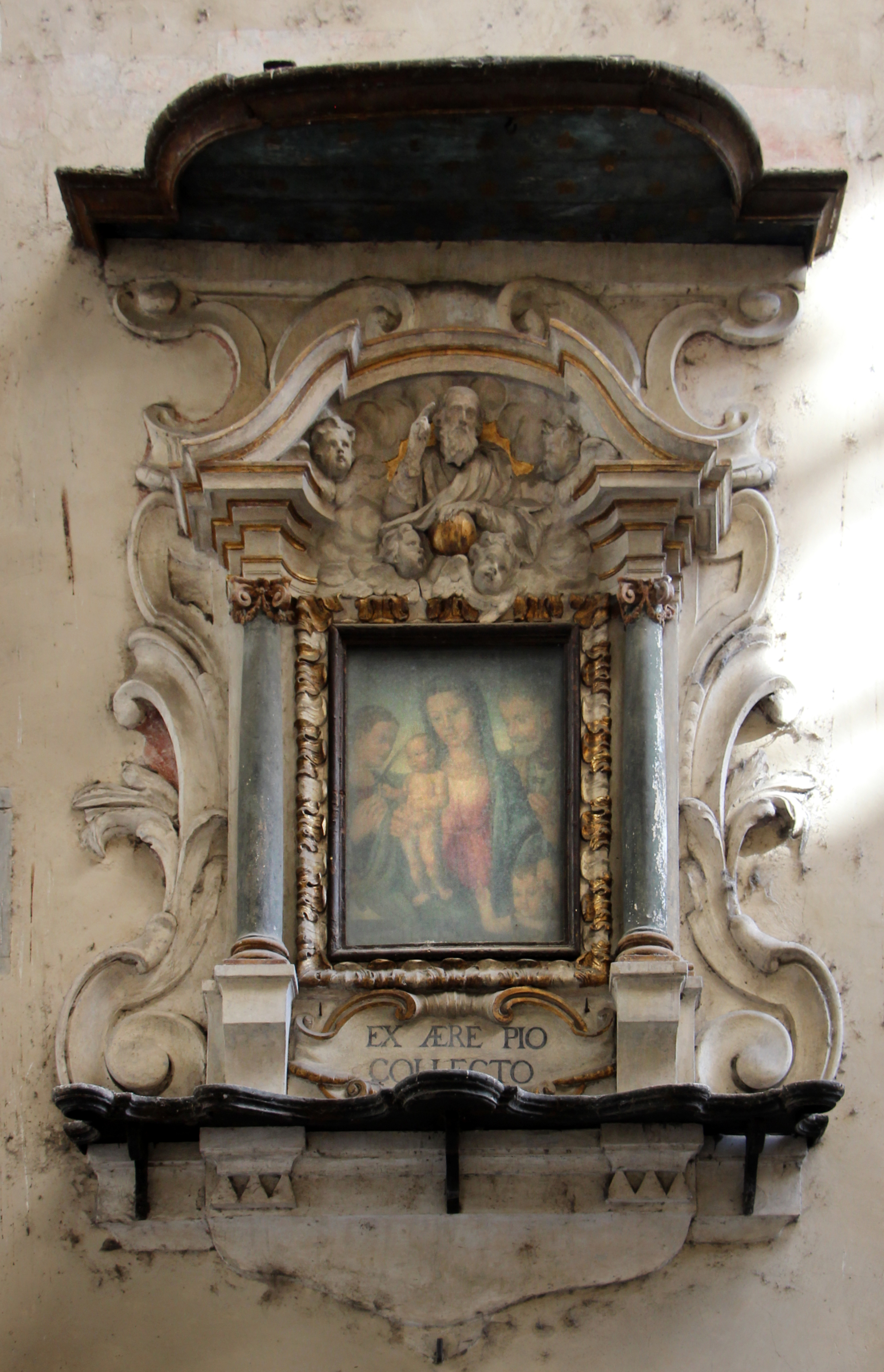
Tabernacolo della volta degli Uffizi

Sotto la volta degli Uffizi, sull'ampia superficie intonacata del muro a sud, si trova un tabernacolo con una ricca edicola in stile barocco, in stucco bianco lumeggiato in oro, con al centro uno spazio affiancato da due colonne che sorreggono un frontone mistilineo all'interno del quale è un rilievo con Dio Padre benedicente in una gloria di nuvole e angeli. Questa struttura architettonica è a sua volta inserita in un complesso sistema di volute e fronte vegetali, superiormente chiusa da un coronamento ligneo, inferiormente da un davanzale sempre in legno sopra al quale è un cartiglio con iscrizione dedicatoria. L'immagine conservata è una tavola di un ignoto pittore fiorentino della seconda metà del Cinquecento, raffigurante la Sacra Famiglia coi santi Giovannino e un martire. Sul retro della tavola si trova un'iscrizione legata alla sua donazione: «1696/Nicc. Olivieri insieme con i 5 colleghi onorari». L'insieme è stato restaurato nel 1886, poi verso il 1957 e ancora nel 1995 dal Laboratorio L'Atelier; oggi necessiterebbe di una nuova pulitura.